# Wladislaw Prokopenko
Wladislaw Wjatscheslawowitsch Prokopenko (russisch Владислав Вячеславович Прокопенко; * 1. Juli 2000 in Astana) ist ein kasachischer Fußballspieler.

## Karriere
Prokopenko spielte bis 2017 in dem Jugendverein von FK Astana. Sein Debüt im Profibereich gab er im selben Jahr in der höchsten kasachischen Liga. Zur Saison 2020 wurde Prokopenko an den FK Aqtöbe ausgeliehen. Eine weitere Leihe folgte 2024 zum Zweitligisten FK Zhenis.
Im Jahr 2025 wechselte Prokopenko zum 
Oqschetpes Kökschetau.